# Бесон (Оверња)
Бесон (фр. Besson) насеље је и општина у централној Француској у региону Оверња, у департману Алије која припада префектури Мулен. По подацима из 2011. године у општини је живело 787 становника, а густина насељености је износила 16,69 становника/km². Општина се простире на површини од 47,16 km². Налази се на средњој надморској висини од 250 метара (максималној 350 m, а минималној 224 m).

## Демографија
| 1962. | 1968. | 1975. | 1982. | 1990. | 1999. | 2011. |
| ----- | ----- | ----- | ----- | ----- | ----- | ----- |
| 767   | 817   | 815   | 733   | 786   | 775   | 787   |

График промене броја становника у току последњих година